# Lâu đài Hrádek u Nechanic

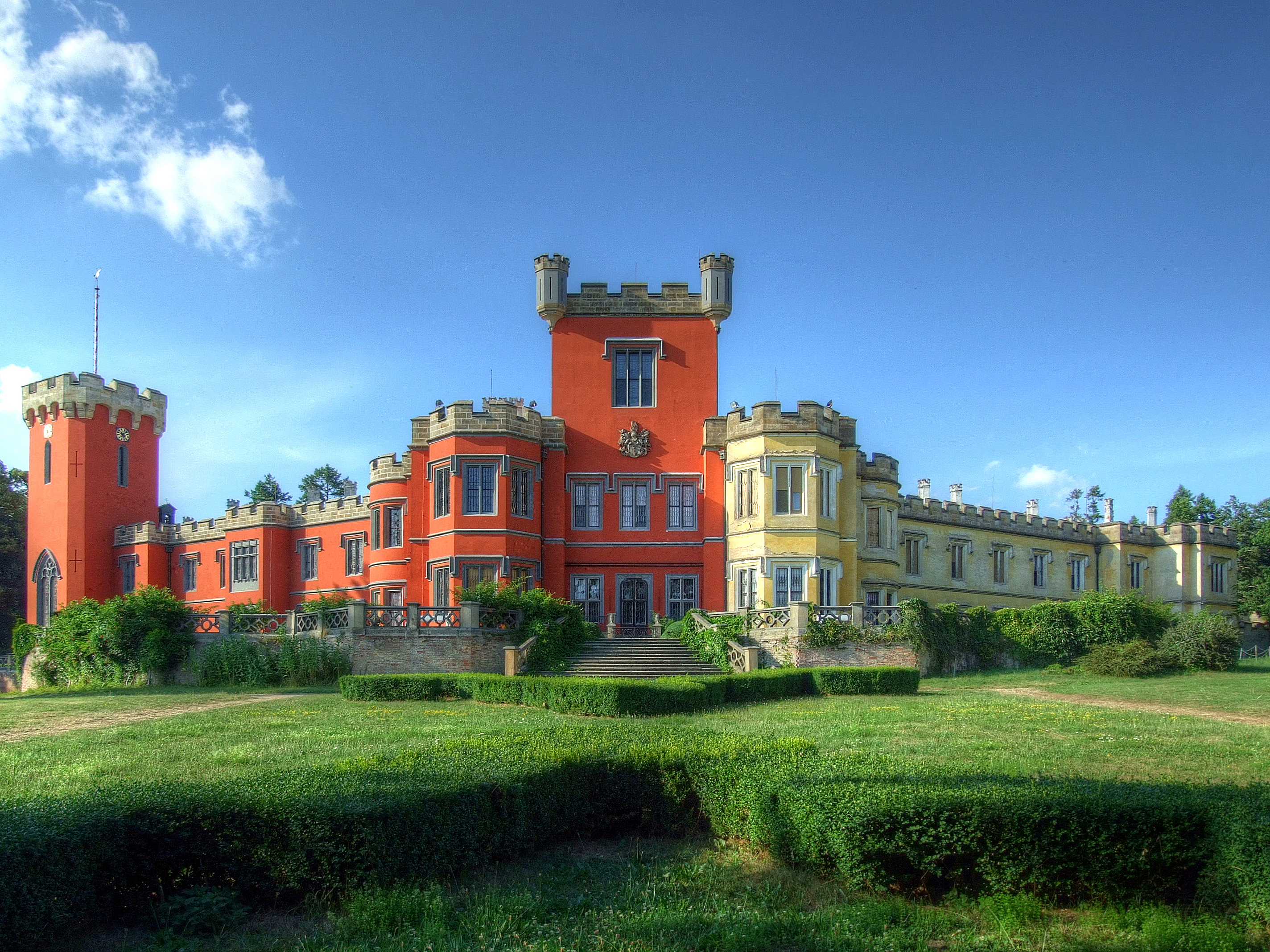
Lâu đài Hrádek u Nechanic

Hrádek u Nechanic là một lâu đài được xây dựng vào thế kỷ 19 theo phong cách Gothic, gần làng Hrádek, thuộc vùng Hradec Králové, Cộng hòa Séc. Năm 2001, Hrádek u Nechanic được Chính phủ Séc công nhận là một phần của Di sản Văn hóa Quốc gia. Hiện nay, tòa lâu đài được quản lý bởi Quỹ Tín thác di sản Quốc gia và Bộ Văn hóa Cộng hòa Séc.

## Lịch sử
Hrádek u Nechanic được xây dựng từ năm 1839 đến năm 1857 và dùng làm nơi nghỉ dưỡng vào mùa hè cho Bá tước František Arnošt, thuộc gia tộc nhà Harrach. Tòa lâu đài được xem là một trong những biểu tượng quyền lực nhất khi gia tộc này thống trị toàn bộ Jilemnice. Lâu đài được thiết kế bởi kiến trúc sư người Anh, Edward Buckton Lamb, và được xây dựng dưới sự chỉ đạo chính của kiến trúc sư trẻ người Áo, Karl Fischer. Ngoài ra, Fischer cũng là người đề xuất trang trí phần nội thất bên trong lâu đài. Hrádek u Nechanic được ví như một phiên bản thu nhỏ của lâu đài Hluboká ở miền nam Bohemia, do hai lâu đài này có thiết kế gần giống nhau. Hầu hết nội thất trong lâu đài được gia công bởi các nghệ nhân tại địa phương, phần còn lại thì được mang từ các nước Áo và Ý. Trong thời gian thi công Hrádek u Nechanic, kỹ sư sân vườn, L. Krüger đã cho cải tạo một phần rừng ở khu vực lân cận thành hệ thống sân vườn của riêng lâu đài. Phía bên trái của khu vườn là một khu nuôi gà lôi. Năm 1945, lâu đài bị tịch thu do Nghị định Beneš.

## Miêu tả
Thiết kế chính của tòa lâu đài gồm hai tầng với một tháp lăng trụ, xung quanh là các bức tường răng cưa. Ở giữa có một tháp bắn nhỏ và hai khối đa giác nhô ra hai mặt bên của tòa tháp. Lâu đài bao gồm hai cánh đối xứng. Cánh phía tây bao gồm nhà nguyện Thánh Anna. Còn cánh phía đông là các tòa nhà kinh tế, hành chính và một nhà hát kịch. Tổng diện tích khu sân vườn là 30 hecta (74 mẫu Anh), bao gồm các đồng cỏ, các vườn cây lá rụng và cây hạt trần. Trong số đó, có một số loài cây có nguồn gốc ngoại lai.

## Điện ảnh và truyền hình
Nhiều bộ phim điện ảnh và các chương trình truyền hình, bao gồm: Anička s lískovými oříšky, Atentát, Fišpánská jablíčka, From Hell, Hotel for Strangers, Jane Eyre và Dark Blue World, đã được quay tại lâu đài Hrádek u Nechanic.